# Cerambyx pullus
Cerambyx pullus är en skalbaggsart som beskrevs av Newman 1851. Cerambyx pullus ingår i släktet ekbockar, och familjen långhorningar. Inga underarter finns listade.